# Poisson-globe
Famille
Les poissons-globes (Tetraodontidae, en français Tétraodontidés ; du grec ancien tetra = quatre et odous = dent) ou poissons-ballons, sont une famille de poissons ayant la capacité de se gonfler. Une autre de leurs caractéristiques est de ne pas avoir de piquants, ce qui les distingue des poissons du genre Diodon qui en ont.
La plupart des espèces contiennent des toxines extrêmement puissantes, comme le célèbre Fugu (nom générique donné aux espèces du genre Takifugu, qui fait partie de cette famille).

## Description et caractéristiques

### Description
Ce sont des poissons sans écailles : quelques espèces portent seulement de vagues rugosités sur la région ventrale. Les dents sont soudées en un bec traversé par une suture médiane, formant comme quatre grosses dents (d'où le nom de la famille et du genre-type : tetra-odon = quatre dents). La nageoire dorsale est soutenue par 7 à 18 rayons mous, tout comme la nageoire anale (qui en est généralement un parfait symétrique). La nageoire caudale, pédonculée, peut être arrondie ou fourchue, avec dix rayons. Les plus grosses espèces atteignent 90 cm de long.

### Défense
Toutes les espèces sont capables de se remplir d'eau en quelques secondes en cas de menace, atteignant des dimensions propres à intimider un prédateur et surtout une forme difficile à mordre. La plupart des espèces sécrètent un violent poison appelé tétrodotoxine, notamment au niveau des viscères et parfois des gonades.
Ces poissons ne sont donc en général pas pêchés, sauf au Japon où on prépare le « Fugu » (espèces asiatiques du genre Takifugu) selon un procédé savant qui permet d'isoler les parties comestibles des parties mortellement empoisonnées.

### Habitat et répartition
Ce sont des poissons essentiellement marins. Même si quelques espèces peuvent remonter les eaux saumâtres des grands fleuves tropicaux. On trouve des espèces de cette familles dans les eaux tropicales et tempérées des trois grands bassins océaniques.

### Reproduction
Ces poissons pondent leurs œufs dans un nid délimité sur le sédiment et plus ou moins travaillé par le mâle. Parfois ce sont de véritables rosaces, patiemment dessinées au sol, qui jouent un rôle dans la sélection sexuelle, au même titre que la roue du paon.

### Alimentation
Ces gros poissons peu rapides se nourrissent de zooplancton et d'algues. Certains, grâce à leur bouche en forme de bec,  peuvent se nourrir de coquillages.

## Liste des genres

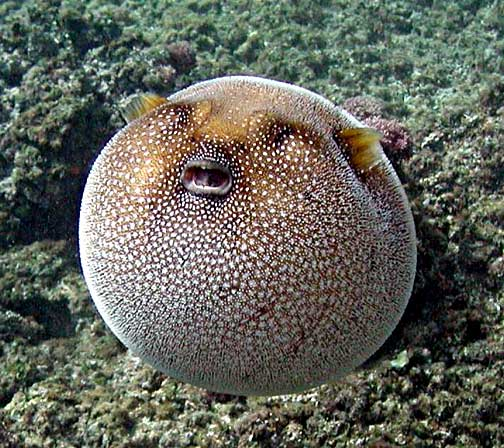
Les poissons de cette famille comme cet Arothron meleagris ont la capacité de se gonfler d'eau en un instant quand ils se sentent menacés.

| Selon ITIS (21 avril 2014) : - sous-famille Canthigasterinae : - genre Canthigaster Swainson, 1839 - sous-famille Tetraodontinae : - genre Amblyrhynchotes Troschel, 1856 - genre Arothron Müller, 1841 -- (US : fat puffers) - genre Auriglobus Kottelat, 1999 - genre Carinotetraodon Benl, 1957 - genre Chelonodon Müller, 1841 - genre Chonerhinos Bleeker, 1854 - genre Colomesus Gill, 1884 - genre Contusus Whitley, 1947 - genre Ephippion Bibron, 1855 - genre Feroxodon Su, Hardy et Tyler, 1986 - genre Guentheridia Gilbert et Starks, 1904 - genre Javichthys Hardy, 1985 - genre Lagocephalus Swainson, 1839 -- (US : rabbitfishes) - genre Liosaccus Günther, 1870 - genre Marilyna Hardy, 1982 - genre Omegophora Whitley, 1934 - genre Pelagocephalus Tyler et Paxton, 1979 - genre Polyspina Hardy, 1983 - genre Reicheltia Hardy, 1982 - genre Sphoeroides Anonymous [Lacepède], 1798 -- (US : common puffers, swellfishes) - genre Takifugu Abe, 1949 - genre Tetractenos Hardy, 1983 - genre Tetraodon Linnaeus, 1758 -- (US : swellfishes) - genre Torquigener Whitley, 1930 - genre Tylerius Hardy, 1984 | Selon World Register of Marine Species (21 avril 2014) : - genre Amblyrhynchotes Troschel, 1856 - genre Aphanacanthus Troschel (ex Bibron), 1856 - genre Arothron Müller, 1841 - genre Auriglobus Kottelat, 1999 - genre Canthigaster Swainson, 1839 - genre Carinotetraodon Benl, 1957 - genre Chelonodon Müller, 1841 - genre Chonerhinos Bleeker, 1854 - genre Colomesus Gill, 1884 - genre Contusus Whitley, 1947 - genre Ephippion Bibron, 1855 - genre Feroxodon Su, Hardy et Tyler, 1986 - genre Fugu (genre vide, remplacé par Takifugu) - genre Guentheridia Gilbert et Starks, 1904 - genre Javichthys Hardy, 1985 - genre Lagocephalus Swainson, 1839 - genre Leiodon Swainson, 1839 - genre Marilyna Hardy, 1982 - genre Monotrete Bibron, 1855 - genre Omegophora Whitley, 1934 - genre Ovoides Anonymous, 1798 - genre Pelagocephalus Tyler & Paxton, 1979 - genre Polyspina Hardy, 1983 - genre Reicheltia Hardy, 1982 - genre Sphoeroides Anonymous, 1798 - genre Takifugu Abe, 1949 - genre Tetractenos Hardy, 1983 - genre Tetraodon Linnaeus, 1758 - genre Tetrodon - genre Torquigener Whitley, 1930 - genre Tylerius Hardy, 1984 - genre Xenopterus |

## Liste des noms vernaculaires
- Poisson ballon (balloonfish en anglais)
- Poisson globe (globefish en anglais)
- Fugu ou « Takifugu » au Japon
- blowfish en anglais (qui souffle en français)
- swellfish en anglais (qui enfle en français)
- pufferfish en anglais (qui gonfle en français)

Ne pas confondre avec les noms vernaculaires des Diodontidae (qui ont des piquants) :
« Poisson porc-épic » (Porcupinefishes en anglais)

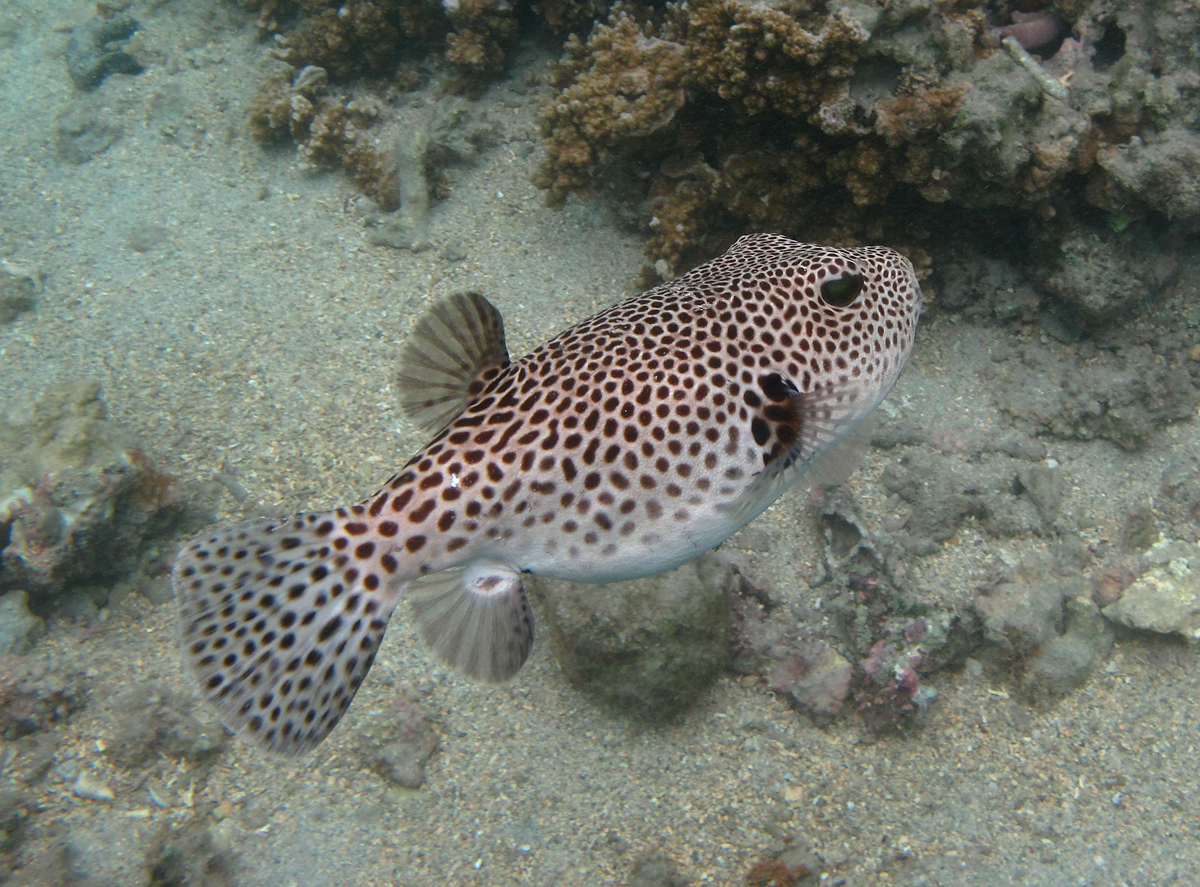
Arothron stellatus
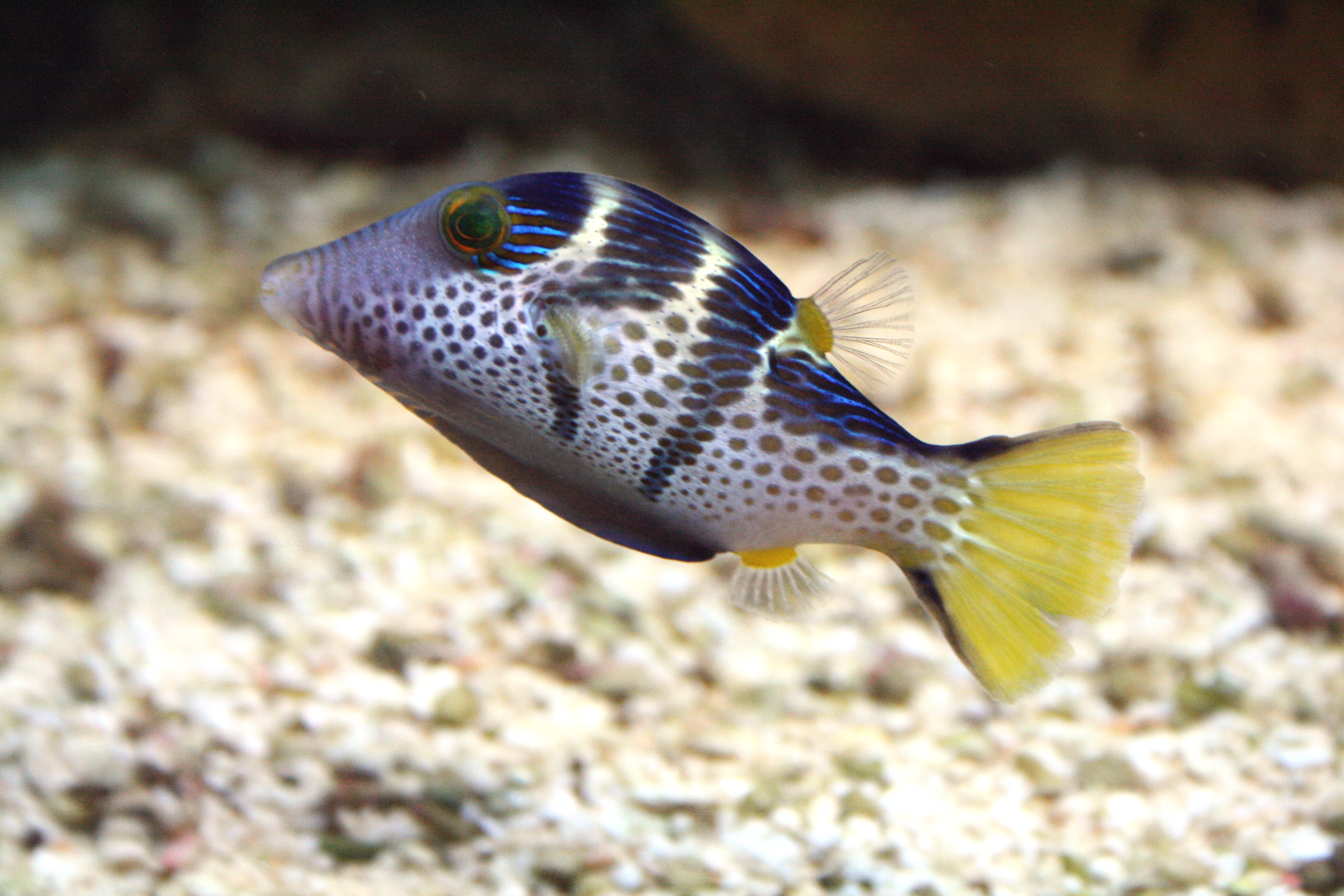
Canthigaster valentini
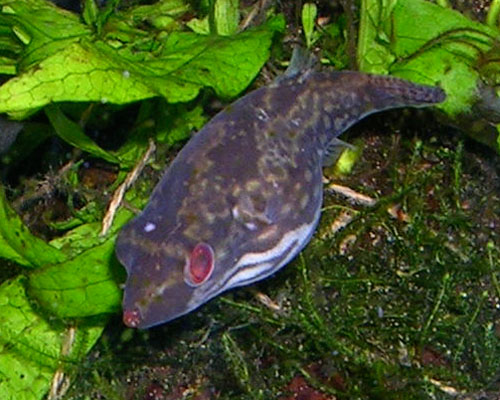
Carinotetraodon irrubesco
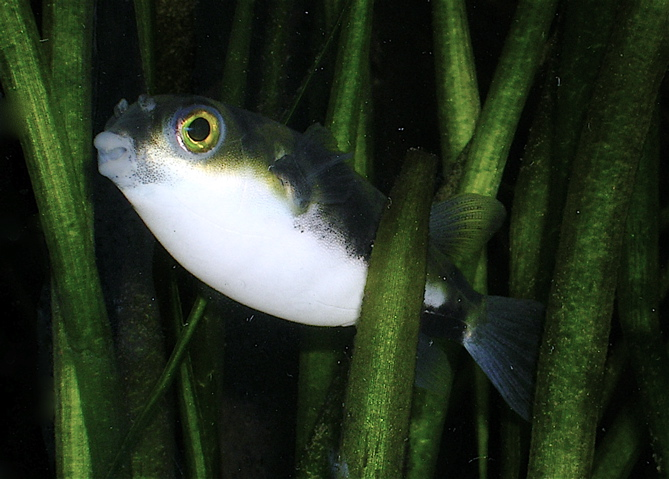
Colomesus asellus
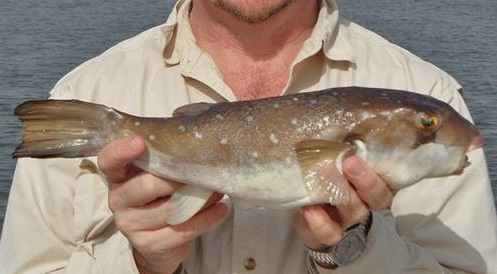
Ephippion guttifer
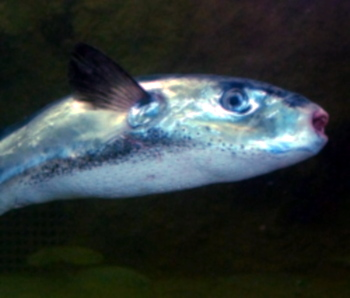
Lagocephalus lagocephalus
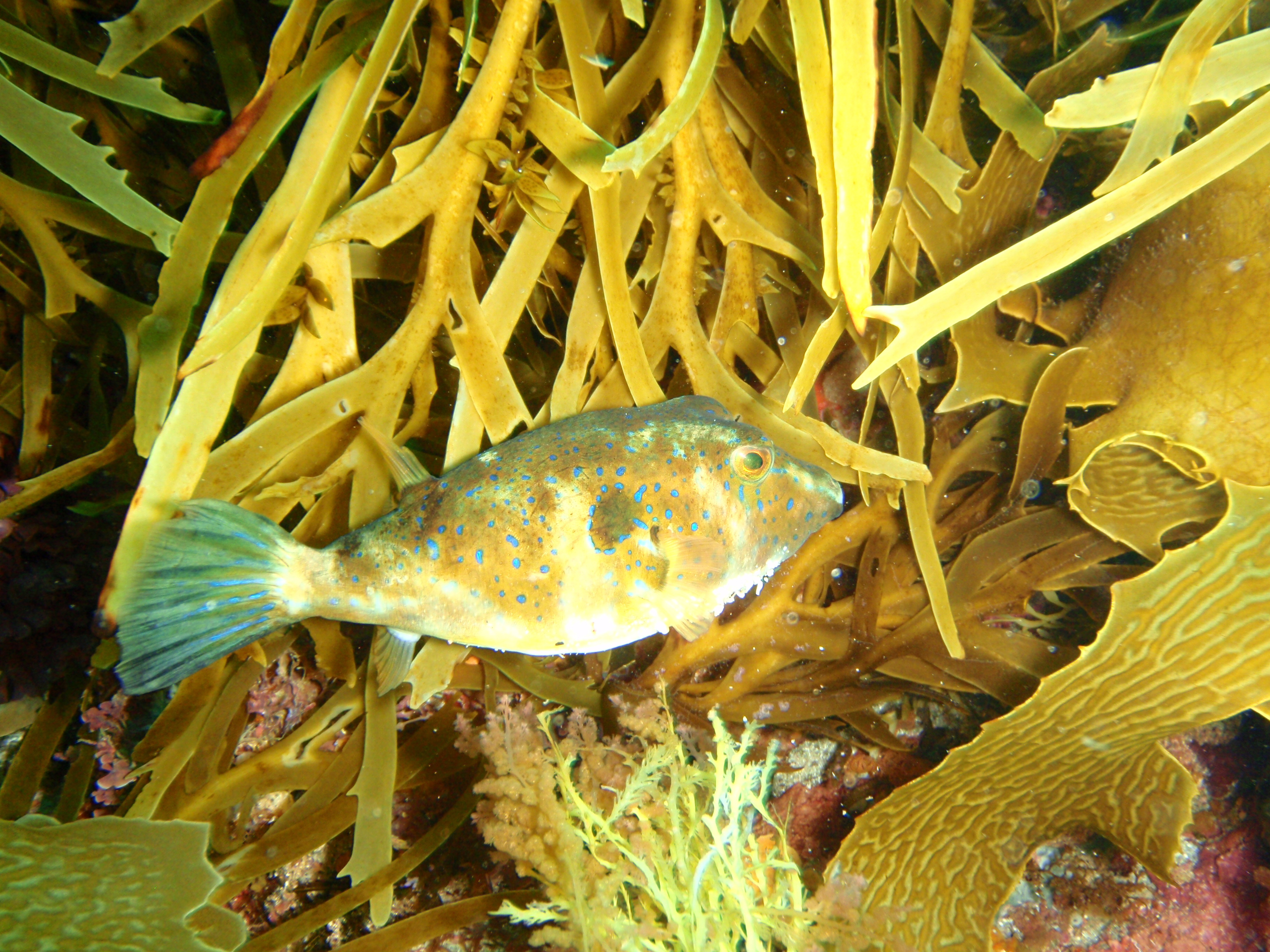
Omegophora cyanopunctata
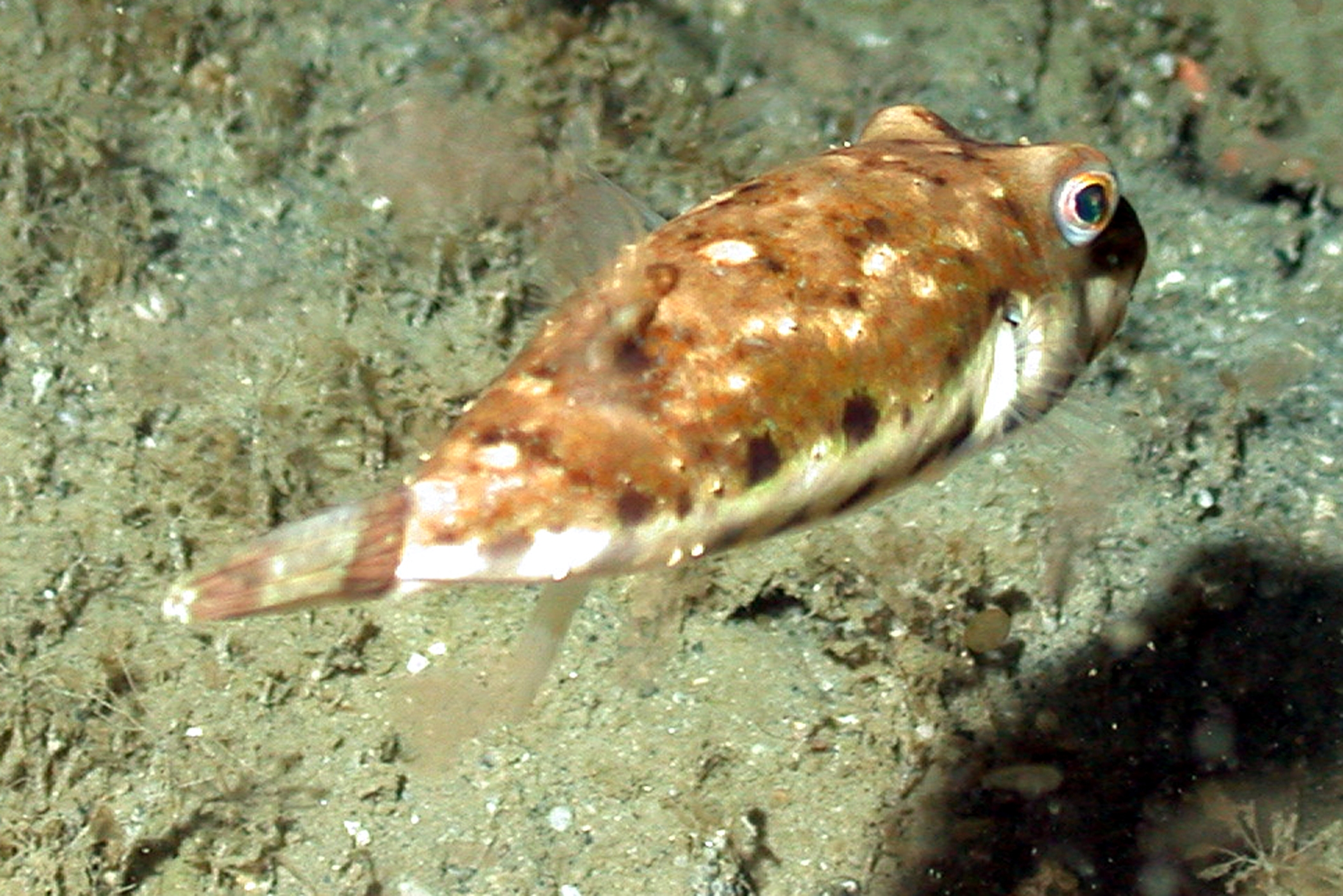
Sphoeroides spengleri
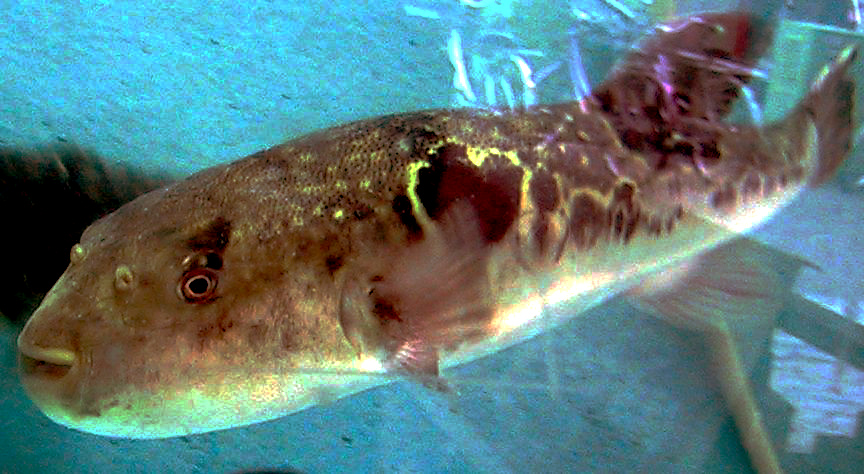
Takifugu rubripes
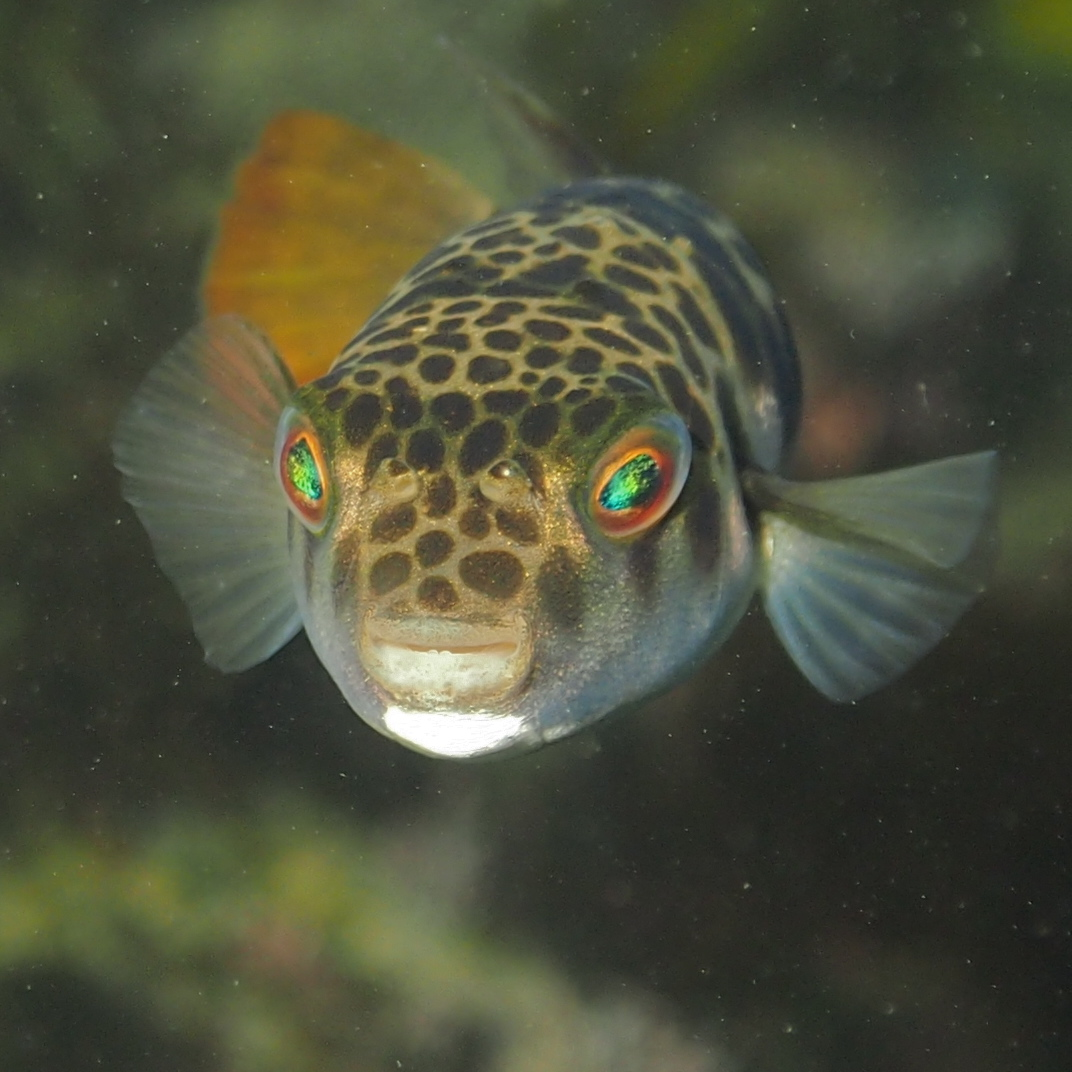
Tetractenos glaber
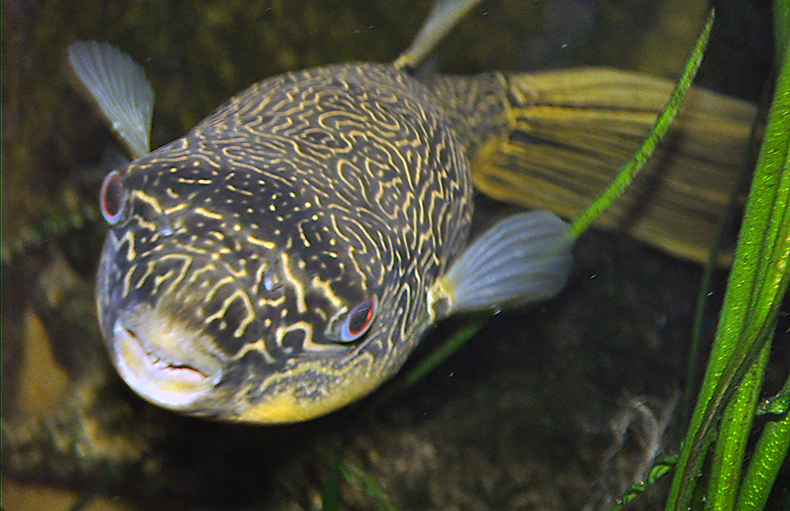
Tetraodon mbu